# Željko Petrović
Željko Petrović (kyr. Жељко Петровић; * 13. November 1965 in Nikšić, SFR Jugoslawien) ist ein ehemaliger montenegrinisch-niederländischer Fußballspieler und heutiger Trainer.

## Als Spieler

### Verein
Während seiner Karriere als Spieler stand Petrović u. a. bei Dinamo Zagreb, dem FC Sevilla, den Urawa Red Diamonds sowie PSV Eindhoven unter Vertrag. Mit letzterem konnte er 1997 die niederländische Meisterschaft feiern und gewann dort außerdem zwei Mal die Johan-Cruyff-Schale. Im Sommer 2004 beendete er beim RKC Waalwijk seine aktive Karriere.

### Nationalmannschaft
Am 12. September 1990 debütierte Petrović für die jugoslawische A-Nationalmannschaft in der EM-Qualifikation gegen Nordirland. Beim 2:0-Auswärtssieg in Belfast wurde nordirische Fußballnationalmannschaft er in der 88. Minute für Darko Pančev eingewechselt. Mit der Auswahl nahm er an der Weltmeisterschaft 1998 in Frankreich teil und schied dort im Achtelfinale mit 1:2 gegen die Niederlande aus. Dies war gleichzeitig sein 17. und letztes Länderspiel für Jugoslawien.

### Erfolge
- Niederländischer Superpokalsieger: 1996, 1997
- Niederländischer Meister: 1997

## Als Trainer
Seit 2004 war Petrović in bisher zwölf Ländern als Trainer oder Co-Trainer aktiv. Hauptverantwortlich war er u. a. für die niederländischen Vereine RKC Waalwijk, ADO Den Haag, Willem II Tilburg, die irakische Nationalmannschaft und in Japan bei den Urawa Red Diamonds. In der Saison 2008/09 war der Montenegriner außerdem Assistent unter Martin Jol beim deutschen Bundesligisten Hamburger SV. Aktuell betreut er seit dem 5. Januar 2024 den bosnischen Erstligisten HŠK Zrinjski Mostar als Cheftrainer.